# John Lacey
John Lacey (ur. 12 października 1973 w Tipperary) – irlandzki rugbysta, reprezentant kraju, następnie międzynarodowy sędzia rugby union. Sędziował w Pro12, europejskich pucharach, a także w rozgrywkach reprezentacyjnych, w tym w Pucharze Świata.
Treningi rugby rozpoczynał w juniorskich zespołach lokalnego klubu Clanwilliam FC, dla którego grał również na poziomie seniorskim. Następnie przeszedł do klubu Sunday's Well, jednak największe sukcesy odnosił w barwach Shannon RFC, z którym związany był od 1997 roku – siedem triumfów w rozgrywkach regionu Munster oraz pięć zwycięstw w All-Ireland League. Został także powołany do regionalnego zespołu Munster, z którym dwukrotnie wygrał w rozgrywkach między irlandzkimi regionami, a także wystąpił w Pucharze Heinekena. Występował również w reprezentacji kraju w rugby 7 oraz Irlandii A w pełnej odmianie tego sportu. Na sezon 2006–2007 powrócił do Clanwilliam FC, po czym zakończył karierę sportową, podczas której został rekordzistą pod względem przyłożeń w All-Ireland League i jako pierwszy przekraczając barierę pięćdziesięciu.
W 1999 roku podjął pracę w regionalnym związku rugby jako Coach Development Officer. Osiem lat później został poproszony o poprowadzenie ćwierćfinałowego spotkania szkolnych rozgrywek, gdy nie pojawił się na nim wyznaczony arbiter. Jego debiut zakończył się powodzeniem, toteż po zakończonym sezonie ligowym skupił się na karierze sędziowskiej. Aby szybko zebrać doświadczenie, pod okiem korygujących jego błędy asesorów w pierwszym roku sędziował dwa-trzy mecze tygodniowo, zarówno w zawodach szkolnych, jak i lokalnej lidze seniorów, i wkrótce znalazł się w gronie arbitrów All-Ireland League. Piął się szybko w hierarchii sędziowskiej, także międzynarodowej: w rozgrywkach Ligi Celtyckiej zadebiutował w listopadzie 2008 roku, był również arbitrem meczów w ramach europejskich pucharów – w latach 2008 i 2010 zaczął sędziować spotkania odpowiednio European Challenge Cup i Pucharu Heinekena, zaś od sezonu 2014/2015 ich następców – ERCC1 i ERCC2.
Doświadczenie na arenie międzynarodowej zbierał w rozgrywkach juniorskich, jak Puchar Sześciu Narodów U-20 czy mistrzostwa świata w 2010 i 2011 oraz seniorskich, jak IRB Nations Cup 2009 i Puchar Narodów Pacyfiku 2012.
W 2010 roku został członkiem zespołu sędziów IRB, a jego pierwszym spotkaniem z udziałem jednej z najlepszych drużyn świata był pojedynek Francji z Samoa w listopadzie 2012 roku. W panelu na Puchar Sześciu Narodów znajdował się od edycji 2011, sędzią głównym będąc po raz pierwszy trzy lata później. W tym samym roku po raz pierwszy poprowadził mecz The Rugby Championship, a w trójce sędziowskiej znajdował się od roku 2012. Został nominowany do sędziowania Pucharu Świata 2015, w którym poprowadził cztery spotkania, w tym mecz o trzecie miejsce.
Został uznany najlepszym arbitrem w Munster w latach 2009 i 2012. Jego rodzice prowadzili hotel w Tipperary, bracia zaś czynnie uprawiali sport – Brian piłkę nożną, zaś Andy prócz piłki nożnej także rugby i hurling.